# Primeiro de Maio (Paraná)
Primeiro de Maio ist ein brasilianisches Munizip im Bundesstaat Paraná. Es hat 10.082 Einwohner (2022), die sich Primaienser nennen. Seine Fläche beträgt 414 km². Es liegt 368 Meter über dem Meeresspiegel. Die Gemeinde ist Teil der Metropolregion Londrina.

## Etymologie
Die Vermessung der Ländereien des heutigen Munizips fand mit vielen Unterbrechungen wegen schlechtem Wetter, Krankheiten und unzähligen Insekten 1919/1920 statt. Der Vermessungstrupp schloss die Arbeiten am 1. Mai 1920 ab. Er machte den Vorschlag, den Ort nach diesem Datum zu benennen.

## Geschichte

### Besiedlung
Am 25. Februar 1916 wurde Affonso Alves de Camargo Gouverneur des Staats Paraná. Er stammte aus einer alteingesessenen Familie der paranaischen Oberschicht. Eins seiner Ziele war die Ausweitung der Besiedlung in Paraná, die bereits von seinen Vorgängern begonnen worden war. Ein Teil des Plans bestand darin, die Gegend an der Mündung des Tibají in den Paranapanema zu erschließen. Der Plan zielte darauf ab, Paulistas für die Gründung von Kaffeeplantagen zu gewinnen. Die Ausdehnung des Kaffeeanbaus weckte das Interesse privater Kapitalgeber an der Kolonisierung dieser fruchtbaren, noch unberührten Gebiete.
1919 erhielt die Firma Corain & Cia aus dem Staat São Paulo zwei Grundstücke  am linken Ufer des Tibaji mit einer Fläche von etwa 50.000 Hektar (heute: Primeiro de Maio und Sertanópolis). Das überlassene Gebiet erstreckte sich zwischen Paranapanema im Norden, Tibaji im Osten, Ribeirão do Biguá im Süden und Ribeirão Bonito im Westen. Die Besiedlung dieser Gebiete erfolgte mit dem Ziel, Terra-Roxa-Böden auf den Höhenzügen für den Kaffeeanbau zu nutzen. Auf diesen Böden konnte auch Subsistenzlandwirtschaft betrieben werden. Der leichteste Zugang zu diesem Gebiet führte damals über Conceição de Monte Alegre (an der Estrada de Ferro Sorocabana im heutigen Munizip Paraguaçu Paulista) gute 50 km nördlich des Paranapanema. 
Die ersten Bewohner der heutigen Gemeinde Primeiro de Maio hatten sich schon im Jahr 1915 am Ufer des Paranapanema unweit der Tibaji-Mündung niedergelassen. Die Landverkäufe wurden ab 1923 intensiviert. Die erste Siedlung am Flussufer wurde von tropischen Krankheiten heimgesucht. Der Ausbruch von Malaria und anderen Krankheiten führte zu einem Rückgang der Bevölkerung und einem erheblichen Anstieg der Sterblichkeitsrate. Medizinische Hilfe war nur im Staat São Paulo nach einer mehrtägigen Reise mit dem Ochsenkarren oder zu Pferd zu bekommen. Die Einwohner beschlossen, eine neue Stadt zu gründen, die weiter vom Fluss entfernt und weniger anfällig für tropische Krankheiten war.
In den 1940er, 1950er und 1960er Jahren war die Landwirtschaft die Grundlage der Wirtschaft, wobei Kaffee das wichtigste Produkt war, gefolgt von Baumwolle. Das Land wurde mit dem Ochsen- oder Pferde-bespannten Pflug bearbeitet. In diesen Jahrzehnten hatte der Landwirt von Primeiro de Maio praktisch keinen Zugang zur Mechanisierung. Noch in den 1940er und 1950er Jahren lebten an den Ufern des Tibají Indianer, die den Kontakt zu den anderen Bewohnern von Primeiro de Maio pflegten. Sie hatten schon Kleidung, Nahrung und die portugiesische Sprache von den Siedlern übernommen.
Als Transportmittel dienten Fuhrwerke, Pferde und später wurden die ersten Autos angeschafft. Es gab eine Buslinie, die Fahrgäste nach Londrina, Ibiporã und Sertanópolis beförderte. Bis zur Errichtung des Capivara-Staudamms gab es eine Fähre, die Primeiro de Maio mit dem Bundesstaat São Paulo verband.

### Bau des Capivara-Staudamms
Die Geschichte der Stadt Primeiro de Maio lässt sich in die Zeit vor und nach der Errichtung des Capivara-Staudamms unterteilen. Dies ist ein wichtiger Meilenstein im Leben und in der Erinnerung vieler Einwohner. Der Damm veränderte das Leben vieler Menschen. Die Aufstauung der Flüsse Tibaji und Paranapanema, die die Stadt umgeben, begann im Jahr 1975. 
In allen Berichten wird übereinstimmend festgestellt, dass der Damm der Gemeinde Schaden zugefügt hat. Mit der Entstehung des Sees gingen 25 % des fruchtbaren Bodens verloren, die Bevölkerung und die wirtschaftliche Aktivität gingen zurück. Darüber hinaus gingen auch verschiedene Arten einheimischer Wälder an den Ufern der Flüsse verloren. Es entstand ein ökologisches Ungleichgewicht, das sich im Klima der Stadt und in der Wasserfauna widerspiegelte. 
Durch die Aufstauung wurde die Gemeinde Primeiro de Maio am stärksten beeinträchtigt, da sie isoliert wurde. Die Verkehrswege nach Assis, Rancharia, Presidente Prudente und in die Stadt São Paulo fielen weg. Um Waren und Personen in andere Städte und Bundesstaaten zu transportieren, musste man jetzt erst über Sertanópolis und Porecatu fahren.
Nach der Flutung kam es zu Erdbeben. Diese Erschütterungen machten den Menschen große Angst, weil sie Risse in den Wänden verursachten. Als die Beben auftraten, verließen die Menschen ihre Häuser. Manche zogen aus Angst in andere Städte.

### Aufschwung durch dasTerminal Turístico de Capivara
Im Jahr 1986 übernahm das Munizip die Verwaltung des Terminal Turístico de Capivara. Es gelang, private Investitionen zu gewinnen. Es entstanden Bauernhöfe und Kleingärten. Es kamen neue Einwohner und Touristen nach Primeiro de Maio. Im Jahr 2007 gab es mehr als 1000 kleine Bauernhöfe, die saisonal oder an Wochenenden von Anwohnern oder Touristen gemietet werden. Praktisch das gesamte Seeufer wird von Privatgrundstücken eingenommen. Bei den Projekten Ilha do Sol und Marina 2000 handelt es sich um geschlossene Eigentumswohnanlagen (Condomínios) mit hohem Standard. Die Ilha do Sol gehört zur Gemeinde Sertaneja, ist aber auch über Primeiro de Maio erreichbar.

### Erhebung zum Munizip
Primeiro de Maio wurde durch das Staatsgesetz Nr. 790 vom 14. November 1951 aus dem Munizip Sertanópolis ausgegliedert und in den Rang eines Munizips erhoben. Es wurde am 14. Dezember 1952 als Munizip installiert.

## Geografie

### Fläche und Lage
Primeiro de Maio liegt auf dem Terceiro Planalto Paranaense (der Dritten oder Guarapuava-Hochebene von Paraná) auf 22° 51′ 03″ südlicher Breite und 51° 01′ 40″ westlicher Länge. Seine Fläche beträgt 414 km². Es liegt auf einer Höhe von 368 Metern.

### Geologie und Böden
Primeiro de Maio liegt auf einer Ebene mit sehr fruchtbaren Böden. Sie bestehen aus Sedimentgestein und Ton, der aus der Zersetzung von Basalt, einem in der Gemeinde weit verbreiteten magmatischen Gestein, entstanden ist.

### Vegetation
Das Biom von Primeiro de Maio ist Mata Atlântica. Die Flora bestand aus Tropenwald, der für den Anbau von Kaffeeplantagen abgeholzt wurde. Heutzutage sind nur noch 1 % der ursprünglichen Wälder erhalten. Zu den am häufigsten vorkommenden Arten gehören: Peroba, Pau-d'alho, Angico, Guaritá und Zedern.

### Klima
In Primeiro de Maio herrscht tropisches Klima. In den Wintermonaten ist mit weniger Niederschlag in Primeiro de Maio zu rechnen als in den Sommermonaten. Die Klimaklassifikation nach Köppen und Geiger lautet Aw. Im Jahresdurchschnitt liegt die Temperatur bei 23,0 °C. Innerhalb eines Jahres gibt es 1351 mm Niederschlag.

### Gewässer
Primeiro de Maio ist an zwei Seiten vom Capivara-Stausee umgeben: im Norden der Paranapanema und im Osten der Tibají.

### Straßen
Primeiro de Maio ist über die PR-437 mit Alvorada do Sul im Nordwesten und Sertanópolis im Süden verbunden.

### Nachbarmunizipien
| Alvorada do Sul       | Iepê (SP)                                   |           |
|                       | Kompassrose, die auf Nachbargemeinden zeigt |           |
| Bela Vista do Paraíso | Sertanópolis                                | Sertaneja |

## Stadtverwaltung
Bürgermeisterin: Bruna de Oliveira Casanova, PP (2021–2024)
Vizebürgermeister: Everaldo Amorim, (2021–2024)

## Demografie

### Bevölkerungsentwicklung
| Jahr | Einwohner | Stadt | Land |
| ---- | --------- | ----- | ---- |
| 1960 | 25.185    | 15 %  | 85 % |
| 1970 | 25.738    | 24 %  | 76 % |
| 1980 | 13.217    | 60 %  | 40 % |
| 1991 | 11.910    | 82 %  | 18 % |
| 2000 | 10.728    | 91 %  | 9 %  |
| 2010 | 10.832    | 93 %  | 7 %  |
| 2022 | 10.082    |       |      |

Quelle: IBGE (2011) und Volkszählung 2022

### Ethnische Zusammensetzung
| Gruppe *    | 1991    | 2000    | 2010    | wer sich als …                                                                   |
| ----------- | ------- | ------- | ------- | -------------------------------------------------------------------------------- |
| Weiße       | 66,2 %  | 75,5 %  | 64,8 %  | weiß bezeichnet                                                                  |
| Schwarze    | 4,7 %   | 2,5 %   | 2,6 %   | schwarz bezeichnet                                                               |
| Gelbe       | 1,7 %   | 1,1 %   | 1,1 %   | von fernöstlicher Herkunft wie japanisch, chinesisch, koreanisch etc. bezeichnet |
| Braune      | 27,4 %  | 20,5 %  | 31,4 %  | braun oder als Mischung aus mehreren Gruppen bezeichnet                          |
| Indigene    | 0,1 %   | 0,1 %   | 0,0 %   | Ureinwohner oder Indio bezeichnet                                                |
| ohne Angabe | 0,0 %   | 0,3 %   | 0,0 %   |                                                                                  |
| Gesamt      | 100,0 % | 100,0 % | 100,0 % |                                                                                  |

*) Das IBGE verwendet für Volkszählungen ausschließlich diese fünf Gruppen. Es verzichtet bewusst auf Erläuterungen. Die Zugehörigkeit wird vom Einwohner selbst festgelegt.
Quelle: IBGE (Stand: 1991, 2000 und 2010)

## Fremdenverkehr
Die Gemeinde ist vom Capivara-Stausee umgeben. Die Hauptattraktion ist das Touristengebiet Paranatur mit der Ilha do Sol in der Mitte des Paranapanema. Der Stausee macht das Munizip für die Sportfischerei attraktiv.